# Белорусское национальное движение
Белору́сское национа́льное движе́ние — социальное, культурное и политическое движение, которое выступает за развитие белорусской культуры, языка, обычаев и создание/укрепление государственности на национальном фундаменте (белорусский национализм). Представленно несколькими волнами, начиная с XIX века.

## История

### XIX век
В начале и в середине XIX века Ян Чечот, Владислав Сырокомля, Винцент Дунин-Марцинкевич, Ян Барщевский и ряд других писателей создали первые литературные произведения на современном белорусском языке. Белорусские интеллигенты использовали местные наречия в качестве основы для написания своих произведений. Большая часть белорусской элиты в то время поддержала движение за восстановление бывшей Речи Посполитой и принимала активное участие в польских восстаниях 1830―1831 и 1863―1864 годов. В это же время оформляется движение за самоопределение и независимость белорусского народа. Лидер восстания 1863 года на землях бывшего Великого Княжества Литовского Константин Калиновский опубликовал свои призывы к белорусским крестьянам на белорусском языке и призвал бороться за национальную свободу. После того, как Калиновского схватили российские власти, он был приговорён к смертной казни.

### XX век
В начале XX века продолжалось дальнейшее развитие белорусских национальных политических организаций, в основном социалистических (Белорусская социалистическая громада) и христианско-демократических. В результате революционных событий 1905-07 годов издания на национальных языках были легализованы, и это привело к буму в белорусском книгоиздательстве. В частности, газета Наша Нива, основанная в 1906 году, стала одним из важнейших центров образования и продвижения белорусского национальной идентичности среди среднего класса Беларуси, как в городах и посёлках, так и на селе.
В 1915 году в оккупированной Германией Вильне действовало Белорусское общественное собрание (председатель — Василий Петрович Любарский, товарищ (заместитель) — Дмитрий Алексеевич Гнилицкий, секретарь — Игнатий Николаевич Биндзюк).
После Октябрьской революции 1917 года белорусские национальные организации, которые представляли все регионы расселения белорусского народа, провели Первый Всебелорусский съезд. На съезде была декларирована независимость Беларуси и в условиях германской оккупации была провозглашена Белорусская Народная Республика. Поражение Германии в Первой мировой войне и эвакуация её войск из Беларуси привели к ликвидации БНР в конце декабря 1918 года, когда её парламент, Рада, был вынужден покинуть страну из-за наступления Красной Армии, без боя занявшей Минск. В течение гражданской войны в России члены белорусского освободительного движения создавали собственные партизанские отряды (известные как Зелёный дуб), а также белорусские национальные подразделения в армии Литвы и в Войске Польском. Значительную роль сыграл российский, а затем белогвардейский и польский генерал Станислав Булак-Балахович.
Большевистское правительство придало официальный статус белорусскому языку и культуре в созданной ими Белорусской Советской Социалистической Республике (БССР) в рамках политики коренизации и белорусизации, прекращённой в начале 1930-х годов.
Между тем, многие белорусские политические и культурные организации продолжали свою деятельность в Польше на территории Западной Белоруссии. Белорусские национальные деятели, такие как Бронислав Тарашкевич, были избраны членами польского парламента.
Вновь белорусское национальное движение активизировалось в середине-конце 1980-х в связи с Перестройкой и проводимой в её рамках политики гласности. В частности, с оглядкой на Прибалтику и происходившие в ней аналогичные процессы был создан Белорусский народный фронт (сокращённо БНФ) «Возрождение» (бел. Беларускі народны фронт «Адраджэнне») во главе с диссидентом Зяноном Позняком. На его основе в 1993 году была создана партия БНФ, существующая до сих пор. Однако национальное движение было не настолько массовым и не нашло поддержки большинства населения БССР. Впрочем, это не мешало руководству советской Беларуси начать проводить более суверенную политику и взять под свой контроль экономику и ресурсы. Но после провала августовского путча политическая обстановка сильно изменилась, и 25 августа 1991 года Верховный совет БССР объявил о независимости Беларуси, придав статус принятой конституционного закона ещё 27 июня декларации о суверенитете.
В начале 1990-х, первые годы независимой Беларусии, национальное движение, и БНФ в частности, не сбавляло свои обороты. Так, руководители БНФ требовали скорейшего роспуска Верховного Совета и принятия новой конституции. Однако их требования были осуществлены лишь частично: срок депутатов Совета был сокращён с пяти лет до четырёх, а новая конституция была принята лишь в 1994 году. После прихода к власти на президентских выборах того же года Александра Лукашенко, деятели белорусского национального движения фактически оказались в оппозиции, в связи с чем многие из них подверглись преследованиям со стороны государства.